# Albert Sextus Talalla
Albert Sextus Talalla (* 25. Januar 1933) ist ein malayischer Diplomat im Ruhestand.

## Persönliches
Er ist der Sohn von Lily Olga Talalla und Hewage Benjamin. 1957 schloss er ein Studium als Bachelor of Arts an der Universität Dublin ab. Am 6. Mai 1971 heiratete er Renee Marie Lopes.

## Karriere
In Malaysia war er von 1958 bis 1960 Geschäftsführer der Guthrie & Company. 1960 trat er in den auswärtigen Dienst und wurde bis 1962 als Hilfssekretär im Außenministerium beschäftigt. Im Jahre 1962 wurde er Gesandtschaftssekretär zweiter Klasse in Manila. Nach drei Jahren wurde er 1965 stellvertretender erster Gesandtschaftssekretär in Kuala Lumpur. Am malayischen Hochkommissariat in London war er 1966 Gesandtschaftssekretär erster Klasse später Gesandtschaftsrat. Im Außenministerium in Kuala Lumpur wurde er 1972 Staatssekretär.
Von 1975 bis 1978 war er malayischer Hochkommissar in Ottawa. Im Außenministerium in Kuala Lumpur war er von 1978 bis 1980 stellvertretender Generalsekretär. In Peking war er von 1980 bis 1983 Botschafter, in Bonn von 1983 bis 1986. Am 19. Mai 1986 wurde er zum Botschafter in Washington, D.C. ernannt, wo er vom 23. Juni 1989 bis 6. August 1991 akkreditiert war. Anschließend wurde er Gründungs-Direktor des am 1. Juli 1991 gegründeten Institute For Diplomacy And External Relations, einer Fortbildungseinrichtung des Malaysischen Außenministeriums.